# 西ゲルマン語群
西ゲルマン語群（にしゲルマンごぐん）とは、インド・ヨーロッパ語族ゲルマン語派中最大の分派である。英語・ドイツ語・オランダ語・フリジア語・ルクセンブルク語・アフリカーンス語・イディッシュ語などが属する。

## 歴史

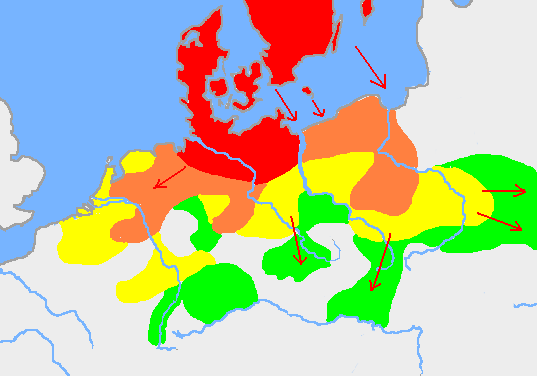
ゲルマン民族の大移動の推移；紀元前750年-1年(ペンギン世界歴史地図帳1988から引用):
- 赤：移動前 紀元前750年
- 橙：紀元前500年
- 黄：紀元前250年
- 緑：1年

- 赤：移動前 紀元前750年
- 橙：紀元前500年
- 黄：紀元前250年
- 緑：1年

### 起源と特徴
ゲルマン語派は伝統的に東、西、北ゲルマン語群の三つの語群に分類される。これらの詳細な系統をルーン文字の乏しい資料から決定するのは難しく、そのため現在でもいくつかの言語はその系統と分類について論争が見られる。民族移動時代のころはまだこれら三語群は互いに意思疎通が可能であったとみられる。現在西ゲルマン語群に分類される諸言語の元となった方言は紀元前1世紀頃後期ヤストルフ文化の中でゲルマン祖語から分化したとされる。このとき分かれた西ゲルマン語群は以下の点において音韻論的にも形態論的にも東、北ゲルマン語群と特徴を異にしている。
- 語頭以外にある両唇軟口蓋音の非唇音化
- /j/の前の子音（rを除く）の長子音化
- 二人称単数過去形の語尾が-tから-iへ変化
- 動名詞の発達

しかしながら、多くの学者は西ゲルマン語群が直接、ゲルマン祖語から分かれたのではなくゲルマン祖語に直結する何らかの言語を介して分化したのではないかと考えた。すなわち"西ゲルマン祖語"が存在したのではないかということである。それどころか、一部の学者はゲルマン祖語から東ゲルマン語群が分化した後に残った他のゲルマン諸語つまりは北西ゲルマン語群が四つの方言 に分かれ、一つは北ゲルマン語群に残りの三つは"西ゲルマン語群"と呼ばれるに至ったと論じたのである。つまりは、
1. 北海ゲルマン諸語(North Sea Germanic languages)：インガエウォネース語（英語版）、その流れを汲むアングロ・フリジア語群と低地ドイツ語（低ザクセン語）
2. エルベゲルマン諸語(Elbe Germanic languages)：ヘルミノーネース語（英語版）、その流れを汲む高地ドイツ語（中部ドイツ語・上部ドイツ語）
3. ヴェーザー・ラインゲルマン諸語(Weser-Rhine Germanic languages)：イスタエウォネース語（英語版）、その流れを汲む古フランク語と低地フランク語（オランダ語）

の三つの方言である。
この見解の根拠は北ゲルマン語群、西ゲルマン語群に共通して見受けられる以下の点を含めた多くの言語的現象から来るものである。
- ゲルマン祖語のē1/ǣ/がāに合流
- ウムラウトの発達
- zからrへのロータシズム
- 英語におけるthisのような指示代名詞の発達

この見解下では西ゲルマン語群の特徴は北ゲルマン語群から分離した際にできたもので、西ゲルマン祖語から受け継がれたものとはされない。それらの特徴は中欧のゲルマン諸語間の言語接触により広まったがスカンジナビアまでは到達しなかった。しかし、この二語群間の構文法の類似点から判断すると古代、西ゲルマン語群と北ゲルマン語群が互いに意思疎通が可能であったほど近い存在であると主張された。

### 中世
中世の間、西ゲルマン語群は島嶼部における中英語の発展と大陸部における第二次子音推移によって明確に分かれた。
第二次子音推移は高地ドイツ語とその他の西ゲルマン諸語を区別し、その差異は近代までに相当広がったとされ、例えば南は高地アレマン語（残存する言語では最南端はヴァリス方言）と北は北低地ザクセン語の場合、両言語とも現代の単一ドイツ国内で話されているに関わらず意思疎通は不可能である。最南端の諸方言は第二次子音推移を完了したが、北部諸方言はその影響を受けずに残ってしまったのである。
現在のドイツ語「方言」のうち、低地ドイツ語は大部分が近代英語と類似している。これはアングル人の発祥地が北ドイツのアンゲルン半島であり、サクソン人の故地がドイツ中北部に広がるザクセン地域（その中でもおおむね現在のシュレースヴィヒ＝ホルシュタイン州とニーダーザクセン州にあたる）であり、さらにジュート人が住んでいたのが、その名前の由来となったユトランド半島北部であるためである。彼ら三つのゲルマン民族を中心に、その他の雑多な北ドイツ諸民族がアングリアの南に入植して成立したアングロ・サクソン人は、すなわちユトランド半島から来たのである。

## 分類
西ゲルマン語群の分類は、伝統的には以下のようにするのが一般的であった。
- アングロ・フリジア語群（英語、フリジア語等）
- ドイツ語（広義）
  - 低地ドイツ語（広義）
    - 低地フランク語（オランダ語等）
    - 低地ザクセン語
    - 東低地ドイツ語（英語版）

  - 高地ドイツ語
    - 中部ドイツ語（標準ドイツ語等）
    - 上部ドイツ語

近年では、先述のとおり以下のような分類も考えられている。
- インガエウォネース諸語（英語版）
  - アングロ・フリジア語群（英語、フリジア語等）
  - 低地ドイツ語（狭義）
    - 低地ザクセン語
    - 東低地ドイツ語（英語版）
- イスタエウォネース諸語（英語版）
  - 低地フランク語（オランダ語等）
- ヘルミノーネース諸語（英語版）
  - 高地ドイツ語
    - 中部ドイツ語（標準ドイツ語等）
    - 上部ドイツ語

## 所属言語

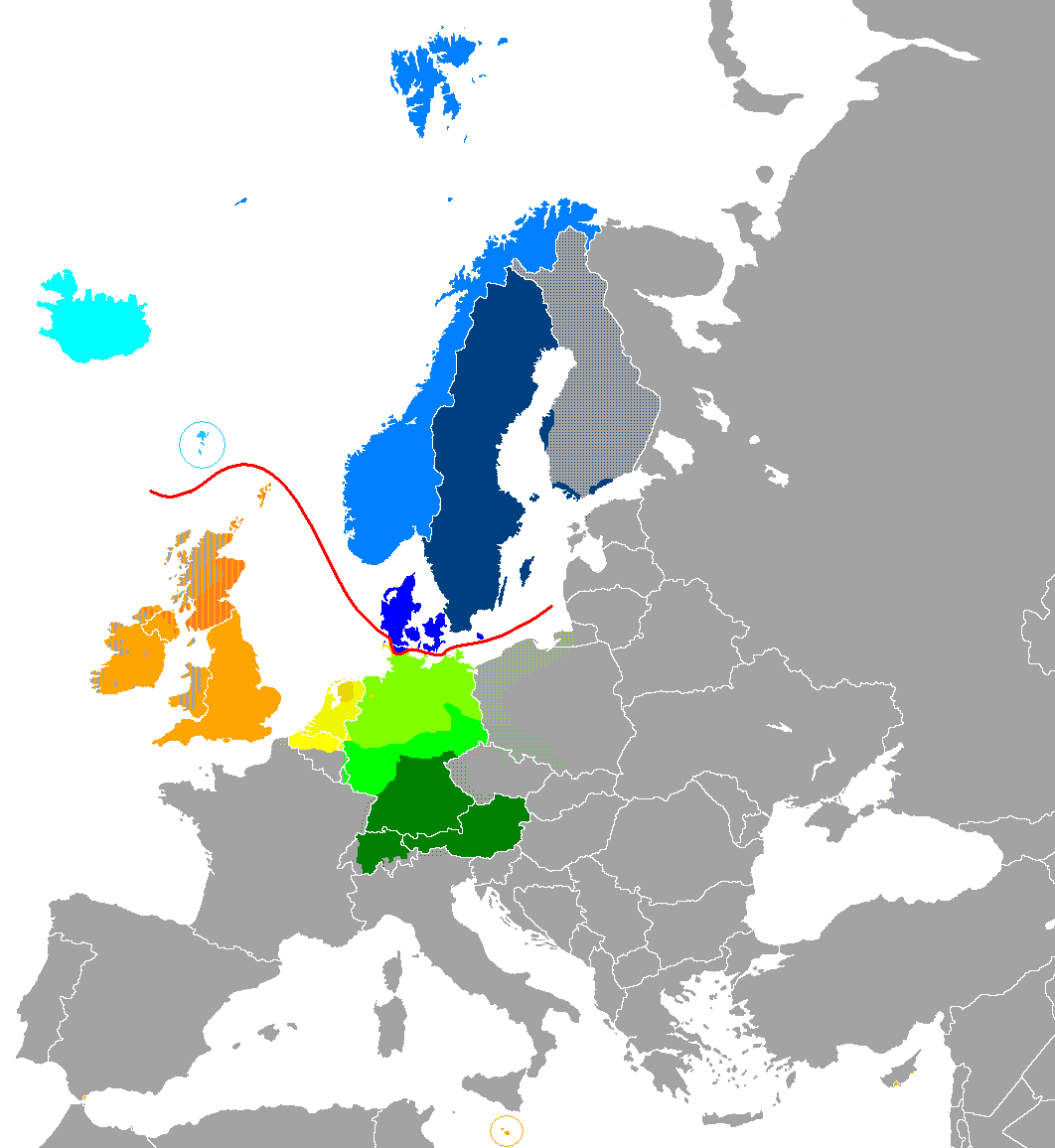
現代ヨーロッパのゲルマン語派:
北と西を分ける境界線
北ゲルマン語群
アイスランド語
フェロー語
ノルウェー語
デンマーク語
スウェーデン語
西ゲルマン語群
スコットランド語
英語
フリジア語
オランダ語
低地ドイツ語
中部ドイツ語
上部ドイツ語

細分化された分類についてはまだ確定されたものではない事に注意。
- アングロ・フリジア語群
  - 古英語
    - 中英語
      - 近代英語（初期近代英語・後期近代英語）
        - イギリス英語
        - ウェールズ英語
        - アイルランド英語
        - アメリカ英語
        - カナダ英語
        - オーストラリア英語
        - ニュージーランド英語
        - 南アフリカ英語

      - スコットランド語（スコットランド英語）

  - ジュート語（英: Jutes language、消滅）
  - ヨーラ語（英語版）（消滅）
  - フィンガリアン語（英語版）（消滅）
  - フリジア語
    - 西フリジア語
    - 北フリジア語
    - 東フリジア語
- 低地ドイツ語
  - 低ザクセン語（西低地ドイツ語）
    - ヴェストファーレン語（英語版）
      - オランダ低ザクセン語
        - フローニン語

  - 東低地ドイツ語（英語版）
  - 低地フランク語
    - オランダ語
      - アフリカーンス語（南アフリカ、ナミビア）

    - フラマン語
      - 西フラマン語

    - ゼーラント語
    - リンブルフ語（オランダ・ベルギーでは中部ドイツ語の一派としている）
- 高地ドイツ語（標準ドイツ語）
  - 中部ドイツ語
    - 西中部ドイツ語（英語版）
      - 中部フランケン語（英語版）
        - ルクセンブルク語
        - リプアーリ語
          - ケルン語

        - プファルツ語

      - ラインフランケン語（英語版）

    - 東中部ドイツ語（英語版）
      - テューリンゲン・オーバーザクセン語（上部ザクセン語）
      - 低シレジア語（低シュレージエン語）

  - 上部ドイツ語
    - アレマン諸語
      - シュヴァーベン語
      - スイスドイツ語
      - Highest Alemannic German
      - アルザス語
      - ペンシルベニアドイツ語（アメリカドイツ語）

    - バイエルン・オーストリア諸語
      - フッター派ドイツ語（英語版）（独: Hutterisch。フッター派）
      - オーストリアドイツ語

    - 上部フランケン諸語（ドイツ語版）
      - 東フランケン語（英語版）
      - 南フランケン語（英語版）

  - イディッシュ語
  - ヴィラモヴィアン語

## 比較
下の表は近代西ゲルマン諸語の相互関係を記したもので密接な関係にありゲルマン祖語の語根 *se/*þe、*hwa、*heに起源を持つ三つの単語で示してある。これを西ゲルマン語群の主要な三言語(英語、オランダ語、ドイツ語)を例にとって見ていこう。
|                 |                 | 英語     | 英語       | 英語                      | オランダ語 | オランダ語 | オランダ語 | ドイツ語     | ドイツ語 | ドイツ語  |
| *Se/*þe         | *Hwa            | *He      | *Se/*þe    | *Hwa                      | *He        | *Se/*þe    | *Hwa       | *He          |          |           |
| --------------- | --------------- | -------- | ---------- | ------------------------- | ---------- | ---------- | ---------- | ------------ | -------- | --------- |
| 主格            | 男性            | the      | who        | he                        | de         | wie        | hij, ie    | der          | wer      | er        |
| 主格            | 中性            | that     | what       | it                        | dat        | wat        | het        | das          | was      | es        |
| 主格            | 女性            | she      | (who)      | ME/西中部イギリス方言 hoo | zij, ze    | (wie)      |            | sie, die     | (wer)    |           |
| 主格            | 複数            | they     | (who)      |                           | zij, ze    | (wie)      |            | sie, die     | (wer)    |           |
| 指示語          | 指示語          | this     |            |                           | dit, deze  |            |            | dies-        |          |           |
| 副詞･名詞的用法 | 副詞･名詞的用法 | so, thus | while      |                           | zo, dus    | wijl       |            | so           | Weile    |           |
| 関係詞          | 関係詞          | such     | which      | each                      | zulk       | welke      | elk        | solch-       | welch-   | MHG elch- |
| 双数            | 双数            |          | whether    |                           |            |            |            |              | weder    |           |
|                 |                 | 英語     | 英語       | 英語                      | オランダ語 | オランダ語 | オランダ語 | ドイツ語     | ドイツ語 | ドイツ語  |
| 与格            | 男/中性         |          | whom       | him                       |            |            | hem        | dem          | wem      | ihm       |
| 与格            | 女性            |          | (whom)     | her                       |            |            | haar       | der          | (wem)    | ihr       |
| 与格            | 複数            | them     | (whom)     | 'em                       |            |            | hen/hun    | den          | (wem)    | ihnen     |
| 属格            | 男/中性         |          | whose      | his                       |            | wiens      |            | des(sen)     | wessen   |           |
| 属格            | 女性/複数       | their    |            | her                       |            | wier       | haar       | der(en)      |          | ihr-      |
| 処格            | 処格            | there    | where      | here                      | daar       | waar       | hier       | da, dar-     | wo, war- | hier      |
| 向格            | 向格            | thither  | whither    | hither                    | der        |            | her        |              |          | her       |
| 奪格            | 奪格            | thence   | whence     | hence                     |            |            |            | (von) dannen |          |           |
| 具格            | 具格            |          | why, how   |                           |            | hoe        |            |              | wie      |           |
| 時制/接続法     | I               | then     | when       |                           | dan        | wanneer    |            | dann         | wann     |           |
| 時制/接続法     | II              | than     | (when)     |                           | (dan)      | (wanneer)  |            | denn         | wenn     |           |
|                 |                 | *Se/*þe  | *Hwa       | *He                       | *Se/*þe    | *Hwa       | *He        | *Se/*þe      | *Hwa     | *He       |
| 英語            | 英語            | 英語     | オランダ語 | オランダ語                | オランダ語 | ドイツ語   | ドイツ語   | ドイツ語     |          |           |